# Kokošiće
Kokošiće (cyr. Кокошиће) – wieś w Serbii, w okręgu zlatiborskim, w gminie Sjenica. W 2011 roku liczyła 100 mieszkańców.